# Energieautarkie
Energieautarkie bezeichnet Konzepte, bei denen Energieverbraucher lokal verfügbare Energieträger und -quellen nutzen und so nicht von externen Energielieferungen abhängig sind. Der Begriff kann auf verschiedenen Ebenen verwendet werden, die bei Einzelgeräten, wie kabellosen tragbaren Geräten beginnt, über Nullenergiehäuser bis zu politischen Staaten reicht, die sich von Energielieferungen aus anderen Staaten, beispielsweise Kohle oder Erdöl, unabhängig machen wollen.
Der Autarkiebegriff und dessen Auslegung ist auch abhängig von den betrachteten Grenzen. Häufig wird er auf bestimmte Energieträger oder -formen bezogen. Teilweise wird auch die Energiebilanz über einen bestimmten Zeitraum eines Systems betrachtet, was dem Wortsinn des Autarkiebegriffs (Autarkie von altgriech. αὐτάρκεια „Selbstständigkeit“) jedoch widerspricht.

## Definitionen
3 grobe Definitionen der Energieautarkie:
1. Tendenzielle Autarkie:dezentrale, regionale Energieversorgung, d. h. es gibt Tendenzen hin zu einer regionalen Energieversorgung, die bspw. mehr als 50 % der jährlichen Nachfrage deckt, wobei Autarkie hier nicht (unbedingt) explizit als Ziel definiert wird.
2. Weiche oder bilanzielle Autarkie: bilanziell autark (englisch on-grid), d. h. die Kommune oder Region ist über das Jahr gesehen energetisch autark; die bestehende überregionale Netzinfrastruktur (für Elektrizität, Gas, Wärme usw.) wird jedoch oft ausgenutzt, um Diskrepanzen zwischen Angebot und Nachfrage auszugleichen. In diesem Fall werden meistens nur manche Energieanwendungen und -bereiche abgedeckt.
3. Starke, harte oder komplette Autarkie: komplett autark (englisch off-grid) oder Inselbetrieb: die Kommune oder Region ist von ihrer Umgebung energetisch abgetrennt und deckt ihre eigene Energienachfrage ständig und komplett selbst. Eine Voraussetzung hierfür ist eine ausreichende Kapazität an (Elektrizitäts- und Wärme-) Speichern.

## Energieautarke Regionen: Modelle
Aus derzeitiger Sicht funktionieren energieautarke Regionen nur durch Nutzung von erneuerbaren Energieträgern innerhalb der Bilanzgrenzen der Region. Dabei werden Wärme, Strom und Kraftstoffe in der Region selbst zu 100 % produziert und sind im Gleichgewicht mit dem Verbrauch.
Dabei funktioniert die Wärmeerzeugung zumeist vornehmlich durch
- Solarthermie
- Biomasseheizwerk
- Wärmepumpenheizung (Geothermie)

die Stromerzeugung durch
- Photovoltaik,
- Windkraftanlagen,
- Wasserkraft,
- Biomasseheizkraftwerke

die Kraftstoffbereitstellung durch
- Biodiesel
- Bioethanol
- Power-to-Gas
- alternativ Elektroauto

die Speicherung durch
- Akkumulatoren (Batteriespeicher)
- Pumpspeicherkraftwerke

Im Wesentlichen wird bei allen Bereitstellungsformen die Sonnenenergie genutzt, die auch in Biomasse zwischengespeichert ist. Der Einsatz von Biomasse ist nicht unkritisch (Nachteile von Bioenergie).
In den letzten Jahren wurden bereits einige Konzepte zur Energieautarkie vorgestellt und umgesetzt sowohl in Bezug auf Einzelgebäudelösungen wie auch auf bestimmte Regionen. Zu letzteren gehören u. a. Gebiete in Sachsen, Österreich und in den Alpen. Sie widmen sich alle der partiellen oder totalen Selbstständigkeit bei der Stromgewinnung. Besondere Beachtung fand dabei die Stadt Güssing (Bezirk, Österreich), die sich bereits seit 1990 durch erneuerbare Energien selbst versorgt (Inselsystem, Inselnetz, Inselanlage).

## Kritik bei umgesetzten Projekten für Gebäude
Die bisherige Kritik richtet sich primär gegen die Wirtschaftlichkeit energieautarker Gebäude. Denn obwohl die dafür benötigten technischen Lösungen schon längere Zeit existieren und funktionieren, sind sie in der Anschaffung und Installation um einiges kostenintensiver als alle gewöhnlichen Versorgungssysteme.
Große Fensterflächen für ausreichend solare Gewinne benötigen sehr gute Verschattungslösungen, um eine Überhitzung zu vermeiden. Wärmedämmassnahmen und teilweise Phasenwechselmaterialien können den internen Wärmeanstieg im Sommer bremsen, begrenzen aber auch die nächtlichen Abkühlmöglichkeiten. In vielen hochgedämmten Gebäuden mussten nachträglich Klimageräte installiert werden, die die gesamte Energie- und Ökobilanz stark negativ werden ließen. Insbesondere in schwül-warmen Gebieten (z. B. entlang des Rheins) sind energieautarke Gebäude zwar möglich, jedoch oft mit erheblichen Komforteinschränkungen im Sommer verbunden.

## Geschichte
Deutschlands erstes energieautarkes Haus, das sogenannte „Freiburger Solarhaus“ wurde im November 2012 zwanzig Jahre alt.

## Elektroauto
Autos mit Verbrennungsmotoren verbrauchen Benzin oder Diesel. Das Erdöl muss in den meisten Ländern importiert werden. Ein Elektroauto benötigt elektrischen Strom. Dieser kann lokal z. B. durch erneuerbare Energien erzeugt werden. Staaten wie Norwegen wollen den selbst produzierten Strom – im Fall Norwegen aus Wasserkraft – nutzen und subventionieren daher Elektroautos. (s. a. Marktentwicklung der Elektroautos in Norwegen)

## Heizen
Zum Heizen von Gebäuden wird oft Erdöl oder Erdgas verwendet. Wärmepumpenheizungen benötigen Strom, welcher theoretisch mittels Photovoltaik oder Windkraftanlage produziert werden kann. Wegen deren Fluktuationen und niedriger Leistungsdichte sowie der zum Wärmebedarf inversen Sonneneinstrahlung ist dies kaum autark möglich.
Eine realistische Alternative sind mit Sonnenkollektoren in Zusammenhang mit Saisonwärmespeichern beheizte Niedrigenergiehäuser.

## Energieautarkie von Staaten
Island schaffte es vor wenigen Jahren als erster Staat der Welt komplett Energieautark zu leben. Die Isländer haben ein solch großes Vermögen an geothermischen Möglichkeiten, dass diese Energieautarkie in diesem Maße nur dort möglich ist.
Norwegen möchte seine Wasserkraft dazu nutzen, unabhängiger von Energieimporten zu werden und fördert daher die Elektromobilität. In Norwegen sind Heizungen oft mit Wärmepumpenheizungen realisiert.
Laut einer im Januar 2011 von Umweltminister Berlakovich vorgestellten Studie könnte Österreich bei geeigneten Rahmenbedingungen bis 2050 energieautark werden und die gesamte erforderliche Energie in Österreich aus Wasser, Sonne, Wind und Biomasse erzeugen. Diese politischen Rahmenbedingungen müssten allerdings gemäß Studienleiter bereits heute gesetzt werden.
Auch politische Abhängigkeiten, wie z. B. gegenüber dem russischen Energiekonzern Gazprom, sollen durch höhere Energieautonomie und damit zugleich auch höhere Energiesicherheit u. a. durch erneuerbare Energien verringert werden.

## Energieautarkie von Orten und Regionen
In der Stadt Schönau im Schwarzwald (Elektrizitätswerke Schönau) hatte nach einem Bürgerentscheid eine Bürgerinitiative das Stromnetz der Stadt übernommen. Man hat sich zur regenerativen Energieerzeugung verpflichtet. Ursprünglich wurde der Strom nur für die Stadt produziert. Mittlerweile hat man aber bundesweit mehr als 135.000 Kunden, was nach der Liberalisierung des Stromhandels im Jahr 1999 möglich war.
Die Stadt Güssing im Burgenland in Österreich produzierte bis 2012 in eigenen, nachhaltigen Kraftwerken deutlich mehr Wärme und Strom als in der Stadt benötigt wurden (Erneuerbare Energie im Artikel Güssing). Durch Konkurse ging der Eigenversorgungsgrad jedoch 2013 wieder auf 51 % zurück.
Der Ortsteil Feldheim der Stadt Treuenbrietzen in Brandenburg ist energieautark und besitzt einen eigenen Windpark mit 43 Windkraftanlagen (Feldheim (Treuenbrietzen)).
Allen genannten Ortschaften ist jedoch gemeinsam, dass sie weiterhin an das Stromnetz angeschlossen sind und sie lediglich bilanzautark sind. Das bedeutet, dass sie Überschüsse verkaufen und bei Mangel von anderen Einspeisern versorgt werden.
Es gibt eine Vielzahl von Orten, die energieautark sind oder Energieautarkie anstreben (Bioenergiedorf). Das Ziel, bei der Elektro- und Heizenergieversorgung unabhängig zu sein, verfolgen auch Bürgerenergiegenossenschaften.
Die Kanareninsel El Hierro ist eine energieautarke Insel. Der Strom wird von 5 Windkraftanlagen erzeugt. Als Speicher dient ein Pumpspeicherkraftwerk mit dem Oberbecken im Krater eines Vulkans. Bei Stromüberfluss wird zudem eine Meerwasserentsalzungsanlage betrieben. Die heutige Energieversorgung ist viel kostengünstiger als die frühere Versorgung mit Dieselgeneratoren. Die Dieselgeneratoren bleiben für den Notfall erhalten.

## Energieautarkie von Gebäuden
Auch einzelne Gebäude können energieautark betrieben werden (Nullenergiehaus, Sonnenhaus, Solararchitektur, Passivhaus, Niedrigenergiehaus). Deutschlands erstes energieautarkes Haus, das sogenannte „Freiburger Solarhaus“ wurde im November 1992 fertiggestellt.
Die Autarkie von Gebäuden kann entweder darin bestehen, weiterhin mit dem Stromnetz Energie auszutauschen (Bilanzautarkie) oder als Inselsystem vom Stromnetz abgekoppelt zu sein.
Der solare Deckungsanteil ist ein Indiz, zu welchem Anteil ein Gebäude bilanzautark ist.
In einem Beispiel eines Fabrikgebäudes, das energieautark als Inselsystem betrieben wird, kommen Solarzellen (insgesamt 112 kW installierte Leistung), Akkumulatoren (400 kWh) und Wärmepumpen zum Heizen und Kühlen zum Einsatz. Damit wird 80 Prozent des Energiebedarfs abgedeckt. Die restlichen 20 Prozent werden über ein Blockheizkraftwerk, das mit Biogas betrieben wird, erzeugt. Die Solarzellen sind in unterschiedliche Himmelsrichtungen ausgerichtet, um eine möglichst konstante Stromerzeugung zu erzielen. Die Stromgestehungskosten betragen laut Firmenangaben je nach aktueller Betriebsart zwischen 6 und 20 Cent pro kWh (10 Cent pro kWh im Mix).